# Plebiscito nacional de Chile de 1989

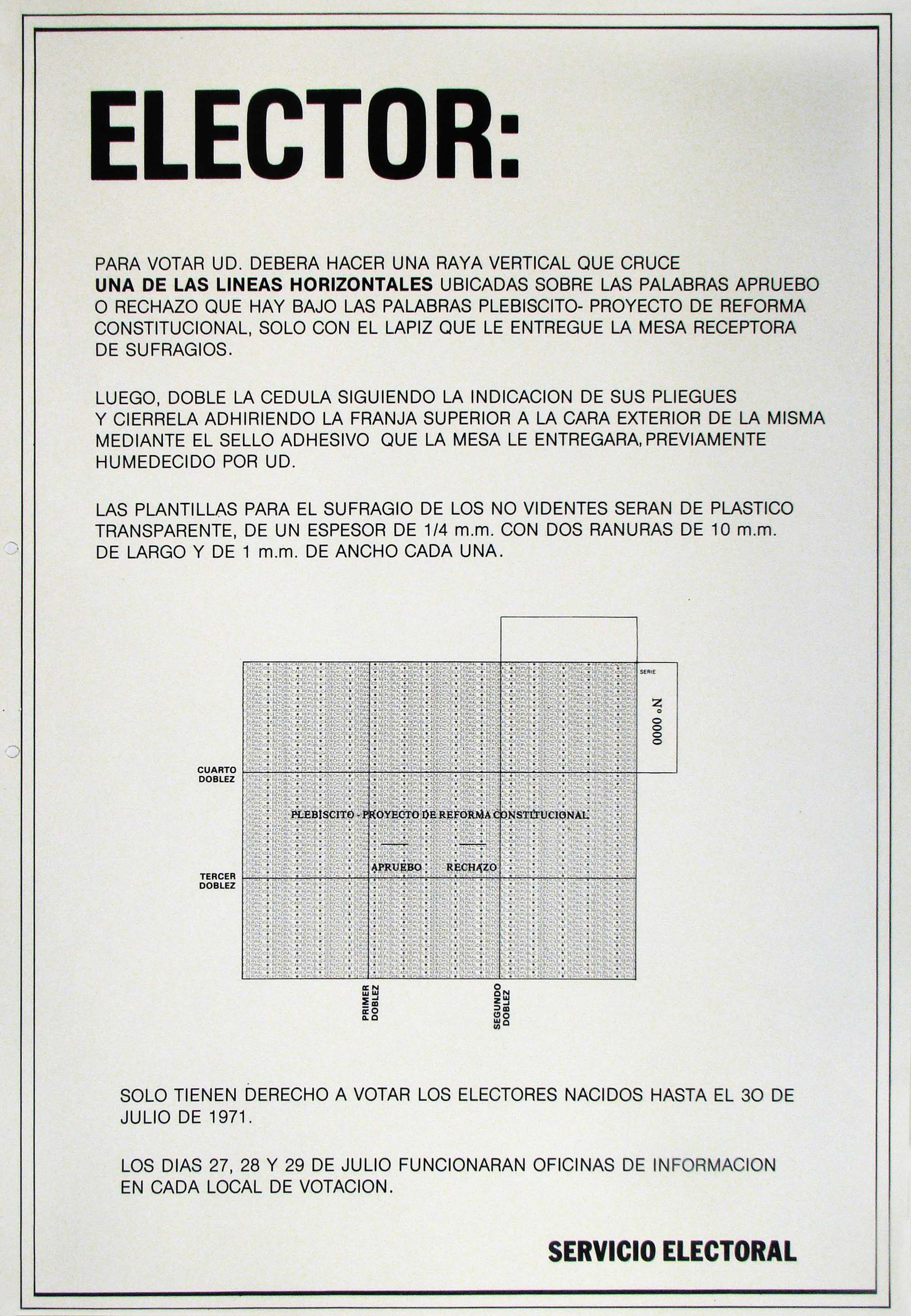
Afiche con un facsímil del voto utilizado en el plebiscito.

El plebiscito nacional de Chile de 1989 fue un referéndum realizado en Chile el domingo 30 de julio de 1989, a fines de la dictadura militar, por el cual se aprobó una reforma constitucional a la Constitución de 1980, consensuada entre el gobierno y todos los partidos políticos de la época, incluyendo a todos los de oposición (excepto el Partido Comunista, aún ilegal). El resultado fue de 91.25 % por la aprobación al proyecto de reforma propuesto y 8.74 % por el rechazo.
El universo electoral habilitado para votar ascendió a 7 556 613 personas. Para este plebiscito, el Servicio Electoral de Chile dispuso de 23 000 mesas receptoras de sufragios (11 320 de varones, 11 614 de mujeres y 66 mixtas).

## Origen
El 14 de octubre de 1988, nueve días después del triunfo de la opción «No» en el plebiscito sobre la continuidad de Augusto Pinochet en el poder, la Concertación de Partidos por la Democracia señaló que iniciaría diálogos para lograr un «Acuerdo Nacional por la Democracia y el consenso constitucional», destinado a generar reformas a la Constitución de 1980. El 30 de noviembre, Renovación Nacional presentó su primera propuesta de reformas a la Constitución. Posteriormente se realizaron diversas reuniones entre los partidos políticos y el gobierno con tal de consensuar las posibles reformas.
El 28 de abril de 1989, el ministro del Interior, Carlos Cáceres Contreras, presentó mediante cadena nacional de radio y televisión un primer proyecto de reformas constitucionales, el cual fue rechazado por la Concertación el 2 de mayo. El diálogo se suspendió durante un breve tiempo, retomándose las conversaciones el 12 de mayo. El 31 de mayo, Augusto Pinochet presentó a través de cadena nacional el proyecto definitivo de 54 reformas a la Constitución, que contaron con la aprobación de la Concertación de Partidos por la Democracia. El 15 de junio, mediante el Decreto 939 del Ministerio del Interior, fue convocado oficialmente el plebiscito y se fijó la fecha para la realización de éste, que sería el domingo 30 de julio.

## Reformas propuestas
El proyecto de reforma que finalmente se sometió a plebiscito incluía 54 modificaciones a distintos capítulos de la Constitución de 1980, en materias como las bases de la institucionalidad, derechos y deberes constitucionales, la presidencia de la República, los estados de excepción constitucional, la composición del Congreso Nacional y la formación de leyes. 
Entre los principales cambios se encontraban los siguientes:
- Agregaba al art. 5 el deber del Estado de respetar y promover los derechos humanos, garantizados tanto por la Constitución como por los acuerdos internacionales suscritos por Chile.
- Derogaba el art. 8, que declaraba como «ilícito y contrario a todo ordenamiento institucional de la República» a todo acto de persona o grupo que «propugnen la violencia o una concepción de la sociedad del Estado o del orden jurídico, de carácter totalitario o fundada en la lucha de clases», y que claramente proscribía a partidos de ideología marxista, como el Partido Comunista.
- Agregaba al art. 19, N.° 15 —sobre el derecho de la asociación sin permiso previo— la inconstitucionalidad de partidos, movimientos u otras formas de organización «cuyos objetivos, actos o conductas no respeten los principios básicos del régimen democrático y constitucional, procuren el establecimiento de un sistema totalitario, como asimismo aquellos que hagan uso de la violencia, la propugnen o inciten a ella como método de acción política». Y otorgaba al Tribunal Constitucional la facultad de declarar dicha inconstitucionalidad (art. 82, N.° 7), atribución que originalmente era concordante con el ahora derogado art. 8.
- Restringía la incompatibilidad de cargos de dirigencia gremial con militancia en partidos políticos pero solo en cargos directivos superiores a nivel nacional y regional, y no total, como establecía originalmente el art. 23.
- Modificaba el procedimiento en caso de vacancia de la presidencia de la República (art. 29).
- Eliminaba la atribución del presidente de disolver por una vez la Cámara de Diputados (art. 32, N.° 5).
- Restringía las facultades de la presidencia en estados de excepción constitucional, particularmente en estado de sitio y estado de emergencia. Algunas facultades que eliminaba eran: expulsar del país, restringir ingresos o salidas del territorio nacional, suspender el derecho a la información y censurar correspondencia o comunicaciones, en estado de sitio (art. 41, inciso 2°).
- Modificaba la composición del Senado (art. 45). El articulado original establecía dos senadores por región, pero la reforma ahora dividía a seis de ellas en dos circunscripciones cada una: Valparaíso, Metropolitana, Maule, Biobío, Araucanía y Los Lagos. De esta manera, el número de senadores elegidos en votación directa aumentaba de 26 a 38, por lo que el Senado —con la suma de los senadores designados— pasaba de 35 a 47 miembros.
- Modificaba el método para suplir las vacantes de diputados y de senadores elegidos por votación popular (art. 47, inciso 3°). La reforma establecía que dicha vacante ahora sería proveída por el compañero de lista electoral, y también explicitaba la prohibición de elecciones complementarias.
- Bajaba el quorum para aprobar, modificar o derogar leyes orgánicas constitucionales: de tres quintos a cuatro séptimos (art. 63).
- Alteraba el proceso de formación de leyes en dos aspectos. Originalmente, si un proyecto de ley de iniciativa presidencial era rechazado por la cámara de su origen, el presidente podía solicitar que el mensaje pase a la otra cámara. Si esta aprobaba en general, el mensaje volvía a la cámara de origen y este se consideraría rechazado solo con el voto de dos tercios de los miembros presentes (art. 65). La reforma añadía que la otra cámara debía aprobar por las dos terceras partes de sus miembros para que el mensaje vuelva a la cámara de origen. 
  - Y también modificaba el procedimiento en caso de discrepancias entre las dos cámaras: originalmente se entendía como aprobada por la cámara de origen cualquier modificación hecha por la cámara revisora si dicha modificación no era rechazada por dos terceras partes de los miembros de la cámara de origen (art 68, inciso 2°). La reforma establecía ahora: «Si la Cámara de origen rechazare las adiciones o modificaciones por los dos tercios de sus miembros presentes, no habrá ley en esa parte o en su totalidad; pero, si hubiere mayoría para el rechazo, menor a los dos tercios, el proyecto pasará a la Cámara revisora, y se entenderá aprobado con el voto conforme de las dos terceras partes de los miembros de esta última».
- Modificaba la composición y funcionamiento del Consejo de Seguridad Nacional (art. 65 y 96).
- Derogaba el art. 118, que establecía que cualquier reforma constitucional que recayera en los capítulos I, X, XI o XIV, que disminuyera las facultades del presidente de la República o que aumentara las atribuciones del Congreso, para ser promulgada primero debía ser aprobada por dos tercios de la Cámara de Diputados y del Senado, y después ser ratificada nuevamente por los dos tercios del próximo Congreso (y si el presidente estaba en desacuerdo, recién ahí se realizaba un plebiscito). 
  - También dejaba establecido en dos tercios el quorum para reformas constitucionales que recayeren sobre los capítulos I, III, VII, X, XI o XIV (art. 116), y lo mantenía en tres quintos para los demás capítulos. De esta manera, en la práctica el quorum para modificar los capítulos III y VII aumentaba de tres quintos a dos tercios.
- Establecía que el presidente elegido en la próxima elección duraría, de manera excepcional, cuatro años en el cargo, en vez de los ocho años que correspondía según la Constitución.

## Campaña
El Metro de Santiago estableció una tarifa rebajada para el día del plebiscito, fijándolo en $30, lo cual también se aplicó para el servicio Metrobus.

### Apoyos políticos
Dado que las reformas constitucionales fueron consensuadas entre el oficialismo y la Concertación de Partidos por la Democracia, prácticamente todos los partidos políticos llamaron a votar "Apruebo" en el plebiscito. Solo el Partido Socialista Chileno (PSCh) y el Partido del Sur llamaron a votar «Rechazo»; el Partido de los Jubilados y el Movimiento Alessandrista Independiente, ambos sin reconocimiento legal ante el Servicio Electoral de Chile, formaron el 18 de junio junto al PSCh el «Frente Amplio de Rechazo», cuyos coordinadores fueron Irma Toloza, Juan Antonio Torres y Celso Poblete.
El 17 de junio, mediante una declaración pública, el MIR llamó a anular el voto, a lo que se sumó posteriormente el Partido Comunista.

### Propaganda televisiva

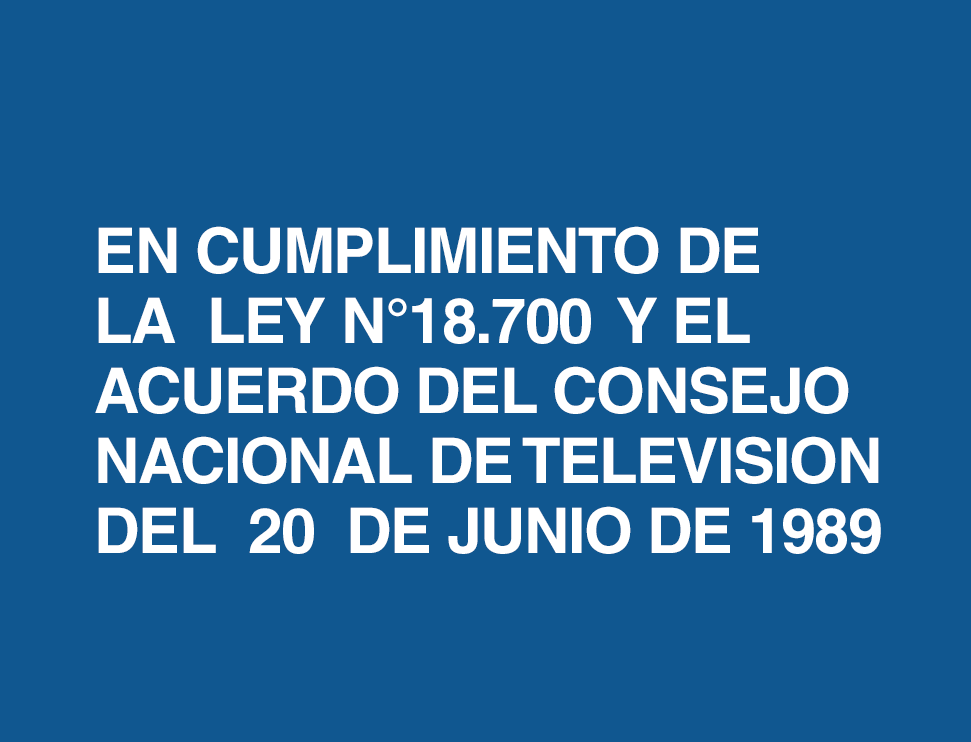
Placa exhibida en Canal 13 antes de cada anuncio de propaganda política.

En esta ocasión, al igual que en el anterior plebiscito de 1988, hubo propaganda televisiva, pero no en forma de franja de 30 minutos (15 minutos para cada opción). El 20 de junio de 1989 fue publicado el acuerdo del Consejo Nacional de Televisión que definía las normas para la propaganda política en televisión de cara al plebiscito:
- Los 10 minutos diarios asignados al gobierno —a través del Ministerio Secretaría General de Gobierno de Chile— se dividirían en 15 microprogramas de 40 segundos cada uno.
- Los 20 minutos diarios destinados a los partidos políticos legalmente constituidos se dividirían en 30 microprogramas de 40 segundos cada uno.
- Se emitirían 2 microprogramas del Gobierno y 4 de los partidos políticos (en total 6) en cada hora de transmisión hasta completar el número establecido en los puntos anteriores. Si las horas de transmisión de los canales de televisión fueran menos de las necesarias para cumplir con esta indicación, se autorizaba emitir hasta 3 microprogramas del Gobierno y 6 de los partidos (en total 9) en cada hora de emisión.
- Se estableció que los microprogramas debían referirse exclusivamente a la reforma constitucional, a la libre expresión del pensamiento del Gobierno y de los partidos frente a la mencionada proposición de reforma, como asimismo a su adecuada explicación y que no se permitiría que se destinara el espacio publicitario para efectuar propaganda de candidaturas presidenciales o parlamentarias.[2]

La mayor parte de los anuncios eran para la opción «Apruebo», salvo los del Partido Socialista Chileno y el Partido del Sur. La emisión de dichos microprogramas se inició a las 16:00 del viernes 30 de junio y finalizó el 27 de julio, siendo emitidos 45 por día (15 para el Ministerio Secretaría General de Gobierno y 30 para los partidos políticos legalmente constituidos). El orden de aparición de los microprogramas durante el primer día de emisión (el cual se basó en la fecha de inscripción de cada agrupación en el Servicio Electoral) fue el siguiente —mientras que en los días posteriores el espacio que cerraba la serie de microprogramas le correspondía el primer lugar de emisión—:
| 1. Gobierno 2. Partido Nacional 3. Avanzada Nacional 4. Gobierno 5. Renovación Nacional 6. Democracia Radical 7. Gobierno 8. Partido Humanista 9. Partido Demócrata Cristiano 10. Gobierno 11. Partido por la Democracia 12. Partido del Sur 13. Gobierno | 14. Partido Socialista Chileno 15. Partido Radical de Chile 16. Gobierno 17. Los Verdes 18. Partido Radical Socialista Democrático 19. Gobierno 20. Partido Amplio de Izquierda Socialista 21. Partido Liberal 22. Gobierno 23. Unión Demócrata Independiente | 24. Partido Nacional 25. Gobierno 26. Avanzada Nacional 27. Renovación Nacional 28. Gobierno 29. Democracia Radical 30. Partido Humanista 31. Gobierno 32. Partido Demócrata Cristiano 33. Partido por la Democracia 34. Gobierno 35. Partido del Sur 36. Partido Socialista Chileno | 37. Gobierno 38. Partido Radical de Chile 39. Los Verdes 40. Gobierno 41. Partido Radical Socialista Democrático 42. Partido Amplio de Izquierda Socialista 43. Gobierno 44. Partido Liberal 45. Unión Demócrata Independiente |

Hubo algunos anuncios que resultaron censurados por diversas razones: uno del Partido Amplio de Izquierda Socialista (PAIS) en el cual aparecía brevemente el rostro de Clodomiro Almeyda, quien había sido procesado por infracción al artículo 8 de la Constitución Política; otro del Partido Demócrata Cristiano (PDC), el Partido Radical (PR) y el Partido Alianza de Centro (PAC) en donde aparecían declaraciones de archivo de Augusto Pinochet y posteriormente el triunfo del No en el plebiscito de 1988 y palabras de Patricio Aylwin; y otro del Partido por la Democracia (PPD) en que aparecían diversos dirigentes del partido culminando con una intervención de Ricardo Lagos.

### Encuestas
Según una encuesta del Centro de Estudios Públicos (CEP) realizada entre junio y julio de 1989, el 73,3 % de los encuestados consideraba como "muy importante" el que se haya logrado un acuerdo para las reformas constitucionales, mientras que un 15,7 % no lo consideraba importante.
| Empresa | Fecha         | Apruebo | Rechazo | Indecisos | Blanco/Nulo |
| ------- | ------------- | ------- | ------- | --------- | ----------- |
| CEP     | Junio de 1989 | 58,6 %  | 8,2 %   | 28,2 %    | 5,0 %       |

### Eslóganes de campaña
| Opción "Apruebo" | Opción "Apruebo"                           | Opción "Apruebo"                                         |
| ---------------- | ------------------------------------------ | -------------------------------------------------------- |
|                  | Gobierno de Chile                          | Chile: Una constitución para la democracia y el progreso |
|                  | Concertación de Partidos por la Democracia | 54 reformas, otro paso a la democracia                   |
|                  | Partido Humanista y Los Verdes             | Usted decide                                             |
|                  | Partido Amplio de Izquierda Socialista     | El PAÍS para el país                                     |
|                  | Partido Radical Socialista Democrático     | Chile quiere una constitución democrática                |
| Opción "Rechazo" |                                            |                                                          |
|                  | Partido Socialista Chileno                 | Sin eslogan                                              |
|                  | Partido del Sur                            | Sin eslogan                                              |

## Plebiscito

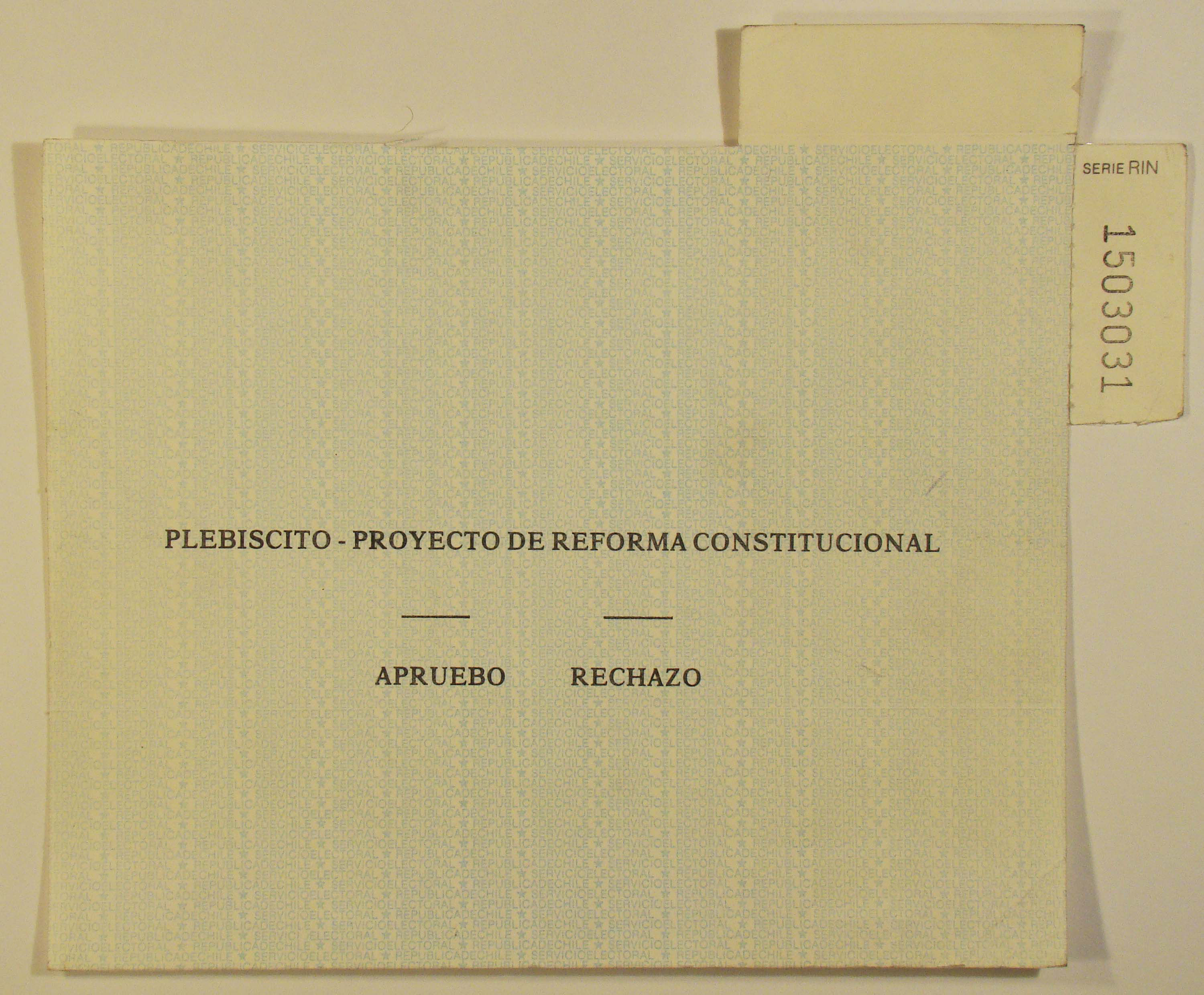
Voto utilizado en el plebiscito.

### Resultados
Los resultados oficiales, contenidos en la sentencia del Tribunal Calificador de Elecciones de Chile, fueron los siguientes:
| Propuesta (alternativa) | Votos     | %     |
| ----------------------- | --------- | ----- |
| Apruebo                 | 6 069 449 | 91,25 |
| Rechazo                 | 581 605   | 8,74  |
| Total votos válidos     | 6 651 054 | 93,91 |
| Votos nulos             | 324 283   | 4,58  |
| Votos blancos           | 106 747   | 1,51  |
| Total votos emitidos    | 7 082 084 | 100   |

### Resultados por regiones
| Región               | Región               | «Apruebo» | %     | «Rechazo» | %     |
| -------------------- | -------------------- | --------- | ----- | --------- | ----- |
| I                    | Tarapacá             | 147 660   | 92,67 | 11 681    | 7,33  |
| II                   | Antofagasta          | 179 540   | 91,88 | 15 780    | 8,12  |
| III                  | Atacama              | 90 123    | 89,41 | 10 670    | 10,59 |
| IV                   | Coquimbo             | 201 925   | 88,49 | 26 269    | 11,51 |
| V                    | Valparaíso           | 666 412   | 92,52 | 53 907    | 7,48  |
| VI                   | O'Higgins            | 321 780   | 90,33 | 34 456    | 9,67  |
| VII                  | Maule                | 382 577   | 89,12 | 46 720    | 10,88 |
| VIII                 | Biobío               | 774 111   | 89,32 | 92 564    | 10,68 |
| IX                   | Araucanía            | 322 120   | 85,21 | 55 889    | 14,79 |
| X                    | Los Lagos            | 404 110   | 88,46 | 52 713    | 11,54 |
| XI                   | Aysén                | 32 473    | 89,69 | 3733      | 10,31 |
| XII                  | Magallanes           | 71 805    | 92,03 | 6222      | 7,97  |
| RM                   | Metropolitana        | 2 474 804 | 93,54 | 170 913   | 6,46  |
| Válidamente emitidos | Válidamente emitidos | 6 069 440 | 91,25 | 581 615   | 8,74  |

## Reacciones
La noche del 30 de julio, Augusto Pinochet realizó una cadena nacional para referirse al desarrollo del plebiscito, destacando que «los chilenos hemos dado una nueva demostración al mundo de nuestra madurez cívica y sentido de responsabilidad patriótica», y afirmó que «nos comprometemos solemnemente ante Dios y ante la Patria, en respetar y hacer respetar la Constitución de la República que hemos generado y que el pueblo chileno, en dos oportunidades, ha ratificado mayoritariamente», haciendo alusión al plebiscito de 1980.
Entre los políticos oficialistas se plantearon opiniones similares a la de Pinochet. Hernán Büchi destacó que el plebiscito «refleja una etapa importante en nuestra consolidación de las instituciones democráticas». Por su parte, el UDI Jaime Guzmán, quien conformó la comisión redactora de la Constitución, dijo estar conforme con la corrección de un error «que permitía que en ciertos casos las medidas adoptadas en virtud de un estado de excepción pudieran durar más allá de la vigencia de dicho estado», pero que «habría preferido que se hubiera mantenido la exigencia de dos Congresos sucesivos» para reformar la Constitución.
Los dirigentes de la opositora Concertación también se refirieron al acto plebiscitario. El demócrata cristiano Patricio Aylwin afirmó que «es muy importante para el país que se vaya habituando a tomar parte de las decisiones fundamentales que atañen al pueblo». Ricardo Lagos planteó que sin el resultado del No en el plebiscito de 1988, «no habría habido reformas constitucionales» y que «estoy seguro que en diciembre, a partir del Parlamento que se elija, va a haber una modificación constitucional importante».
Las reformas se publicaron en el Diario Oficial el 17 de agosto, como Ley 18.825.